# میکروپلاستیک

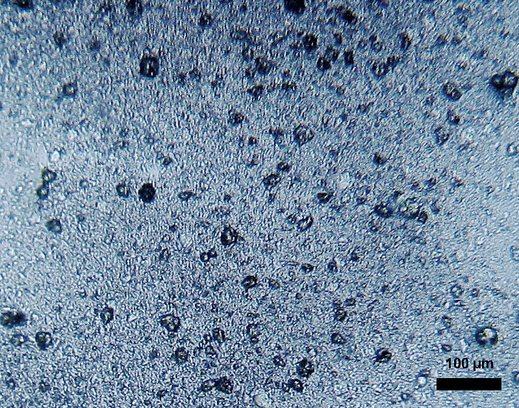
ریزوپلاستیک

پلاستیک یکی از عمده عوامل آلودگی آب دریاها و اقیانوس‌ها محسوب می‌شود. اما بر خلاف تصورات موجود تأثیرات دقیق ریزپلاستیک‌ها بر موجودات زنده و محیط زیست تا حدود زیادی برای دانشمندان نامشخص است. ریزپلاستیک‌ها اشیایی فوق‌العاده کوچک هستند؛ که در نزدیکی سطح بستر یا بر روی ساحل دریاها و اقیانوس‌ها وجود دارند. در واقع آن‌ها به عنوان اشیایی پلاستیکی که قطرشان کمتر از ۵ میلی‌متر است شناخته می‌شوند. مطالعات صورت‌گرفته در دهه ۱۹۷۰ شروع به بررسی سطح ریزپلاستیک‌ها در اقیانوس‌ها کردند و دریافتند که سطح بالایی از آن‌ها در اقیانوس اطلس و سواحل ایالات متحده وجود دارد. امروزه ۸ میلیون تن ضایعات پلاستیکی به اقیانوس وارد می‌شود. ۲۵۰ هزار تن از این پلاستیک‌ها در حال حاضر در دریا شناور است در حالی که بقیه آن احتمالاً ته‌نشینی و شسته شدن از ساحل هستند.

## میکرو پلاستیک و انسان
فتالات‌ها نوعی مواد شیمیایی مورد استفاده در پلاستیک‌ها برای انعطاف‌پذیری هستند که رشد سلولهای سرطانی سینه را افزایش می‌دهند. با اینحال این تحقیق در آزمایشگاه صورت گرفته‌است و نتایج آن به انسانها قابل تعمیم نیست. در مطالعات اخیر تأثیر میکروپلاستیک‌ها بر موش‌های آزمایشگاهی مورد بررسی قرار گرفت. این تحقیق نشان داد میکروپلاستیک‌ها در کبد، کلیه و روده‌ موش‌ها انباشته شده و سطح مولکول‌های استرس اکسیداتیو را در کبد آنها بالا می‌برد. به نظر می‌رسد میکرو پارتیکل‌ها از قبیل میکروپلاستیک‌ها از روده‌ها وارد خون شده و به‌طور بالقوه به ارگانهای دیگر منتقل می‌شوند.
بیس فنول A (یا BPA) یکی از پلاستیک‌های مورد مطالعه در مواد غذایی است که معمولاً در بسته بندی‌های پلاستیکی یا ظروف نگهداری مواد غذایی یافت می‌شود و می‌تواند وارد مواد غذایی شود. برخی شواهد نشان داده‌است که BPA می‌تواند در هورمون‌های تولید مثل خصوصاً در زنان اختلال ایجاد کند. بر اساس آمارهای منتشر شده در حال حاضر ۹۰ درصد مرجان‌های خلیج فارس از بین رفته‌اند و ذخایر ماهی‌های آن نیز به سرعت در حال کاهش است و خطر انقراض چندین گونه دریایی در این منطقه وجود دارد.

## آنالیز آبی با دستگاه FTIR
در تحقیقی برای بررسی میزان میکروپلاستیک‌ها در منابع آبی چهار نمونه مختلف شامل آب، رسوبات، ماهی و زالوی موجود در یک آبگیر جمع‌آوری گردید. آماده‌سازی نمونه‌ها و استخراج میکروپلاستیک‌ها با در نظر گرفتن متدهای بهینه‌سازی شده و مناسب برای انجام فرایند آنالیز با دستگاه تبدیل فوریه یا دستگاه FTIR انجام پذیرفت نمونه پس از آماده‌سازی با حساسیت و سرعت بالایی توسط دستگاه طیف‌سنج مادون قرمز FTIR مورد آنالیز قرار گرفت و طیف جذبی آن بدست آمد. سپس نتایج حاصل از آنالیز دستگاه FTIR به‌طور دقیقی مورد تجزیه و تحلیل قرار گرفت و درصد وجود هر کدام از ترکیبات پلاستیکی PE, PP, PVC, PS, PUR و استئارات زینک در نمونه تعیین گردید. با وجود مواردی که گفته شد هنوز میزان تجمع میکروپلاستیک‌ها در بدن آبزیان و منابع آبی مختلف و اثرات زیان‌بار آنها بر روی زندگی انسان‌ها و محیط زیست طبیعی به دلیل فقدان پروتکل‌های استاندارد به‌طور دقیق مشخص نشده‌است. به همین دلیل نیاز است که بررسی‌های دقیق تر و مطالعات گسترده‌تری در زمینه آلودگی منابع زیستی با میکروپلاستیک‌ها صورت گیرد.

### کاربردهای طیف‌سنج FTIR
- اندازه‌گیری نسبت ایزوتوپ‌های مختلف کربن در آب با دستگاه FTIR
- آنالیز نوشیدنی‌های الکلی توسط دستگاه طیف‌سنج اف تی آی آر
- ارزیابی کیفی گندم با طیف‌سنج مادون قرمز FTIR
- آنالیز پروتیین‌ها کربوهیدرات و چربی‌ها در بیوداروها با دستگاه تبدیل فوریه

## میکروپلاستیک خاک
دانشمندان معتقدند که کودهای کشاورزی عمده‌ترین حامل میکروپلاستیک‌ها هستند. در بسیاری کشورها فاضلاب از طریق موادی که به منظور تصفیه به آن اضافه می‌شود در زمین‌های کشاورزی به عنوان کود مورد استفاده قرار می‌گیرد. اضافه شدن مواد تصفیه به فاضلاب آن را تبدیل به مایه‌ای نیمه جامد شبیه لجن می‌کند که در اصل حاوی ذرات شسته شده از محصولات آرایشی و الیاف مصنوعی موجود در پوشاک شسته شده در ماشین‌های رختشویی هستند مشخص نیست وقتی این ذرات پلاستیک وارد چرخه محیط زیست می‌شوند از کجا سر درمی‌آورند پروفسور «آن مری ماهون» از پژوهشگران انستیتو تکنولوژی دوبلین می‌گوید: «ضروری است که ما از آنچه بر خاک و درون آن جریان می‌یابد آگاهی کامل بیابیم. آیا ذرات پلاستیک روی خاک می‌مانند؟ آیا وارد بافت عمودی خاک می‌شوند؟ اگر این ذرات در جریان نهرها و مسیل‌هایی که به اقیانوس‌ها می‌رسند قرار نگیرند اثرات آن‌ها بر زنجیره تولیدات کشاورزی را نمی‌توان نادیده گرفت» وی آلودگی میکروپلاستیک را مورد تحقیق قرار داده و ذرات پلاستیک را در آب لوله‌کشی آشامیدنی دوبلین، چاه‌های آب و نیز آب‌های بطری شده ایرلند یافته‌است. تأثیر میکروپلاستیک بر گیاهان و در نتیجه زنجیره گسترده مواد کشاورزی خوراکی هنوز کامل نیست اما مشخص شده‌است کرم‌های خاکی که در معرض ذرات پلاستیک قرار گرفته‌اند رشد کم‌تر و عمر کوتاه تری داشته‌اند. مواد ذره ای پلاستیک علاوه بر خاک هوا را نیز آلوده ساخته‌اند پروفسور «فرانک کلی» مدیر پژوهش‌های محیط زیست کالج کینگ لندن که گروه او بر روی وجود ذرات پلاستیکی در هوای لندن تحقیق می‌کند معتقد است که حضور این ذرات پلاستیک در هوا قطعی است مسئله تعیین میزان آن هاست یک منبع حامل میکروپلاستیک در هوا همان کودهای فراورده از فاضلاب‌هاست که این ذرات را در هوا پراکنده‌ می‌سازد. در هوای درون خانه‌ها نیز مواد میکروپلاستیک وجود دارند مواد برخاسته از فرش‌های بافته شده با الیاف مصنوعی و آنچه از لباس‌های ما جدا می‌شود حامل این ذرات هستند.

## میکروپلاستیک و آب آشامیدنی
۱- کربن گرانوله (GAC) که می‌تواند آلاینده‌های کمتر از ۵ میکرون را حذف کند؛ بنابراین بیشتر میکروپلاستیک‌ها با این نوع فیلترها از آب حذف می‌شوند.
۲- فیلتر کربن بلاک که نسبت به کربن گرانوله در جداسازی مواد بسیار ریز موثر تر است و حتی آلاینده‌های کوچکتر از ۵/۰ میکرون را می‌تواند از آب حذف کند این نوع فیلتر یک روش مقرون به صرفه و سازگار با محیط زیست برای پاکسازی آب آشامیدنی از ریزآلاینده‌ها به‌شمار می‌رود.
۳- ممبران اسمز معکوس و فیلتر تعویض یونی که می‌توانند آلاینده‌های کمتر از ۰۰۱/۰ میکرون را جداسازی کنند و بنابراین قادر به حذف تمامی میکروپلاستیک‌ها از آب می‌باشند.

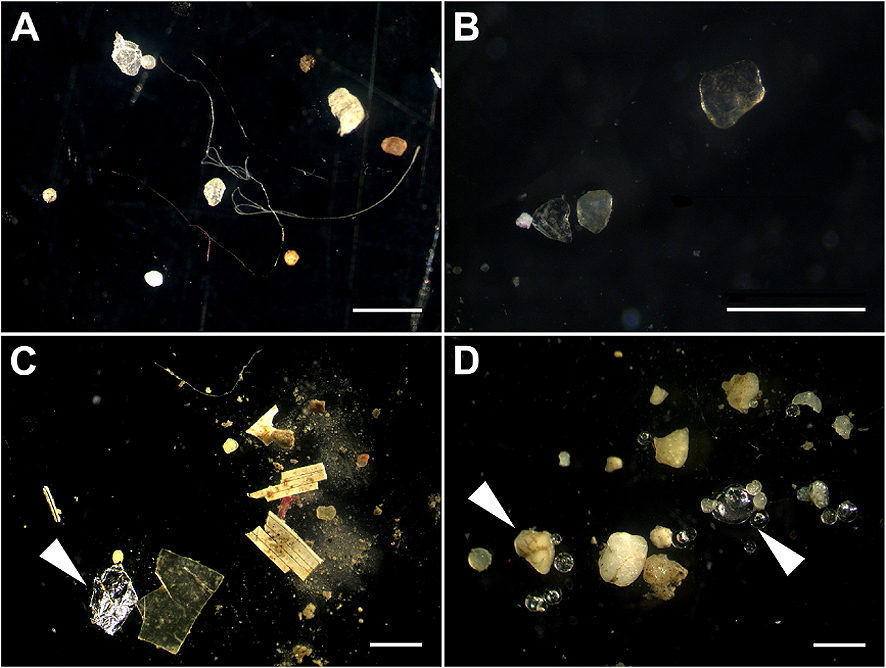
میکروپلاستیک در آب آشامیدنی

در دستگاه‌های تصفیه آب خانگی چند مرحله ای معمولاً از فیلترهای کربنی و ممبران اسمز معکوس در کنار هم استفاده می‌شود. ترکیب تکنولوژی فیلتراسیون ممبران (RO) به همراه فیلتر کربن فعال برای حذف و جداسازی آلاینده‌های بسیار ریز مانند میکروپلاستیک‌ها بسیار مؤثر عمل می‌کند.